# Goniothalamus leiocarpus
Goniothalamus leiocarpus är en kirimojaväxtart som först beskrevs av Wen Tsai Wang, och fick sitt nu gällande namn av Ping Tao Li. Goniothalamus leiocarpus ingår i släktet Goniothalamus och familjen kirimojaväxter. Inga underarter finns listade i Catalogue of Life.